# رولف بوك
رولف بوك (بالألمانية: Rolf Bock)‏ هو لاعب كرة قدم ومدرب كرة قدم ألماني، ولد في 5 فبراير 1937.